# Змейцыно
Змейцыно — деревня в Междуреченском районе Вологодской области.
Входит в состав Старосельского сельского поселения, с точки зрения административно-территориального деления — в Старосельский сельсовет.
Расстояние по автодороге до районного центра Шуйского — 34 км, до центра муниципального образования Старого — 1 км. Ближайшие населённые пункты — Яскино, Старое, Артемьево.
По переписи 2002 года население — 58 человек (29 мужчин, 29 женщин). Преобладающая национальность — русские (96 %).